# Viva Tour (álbum)
Viva Tour é o segundo álbum ao vivo da cantora mexicana Thalía. Este álbum foi gravado na Cidade do México no Auditório Nacional em 26 e 27 de abril de 2013. A notícia foi confirmada pela gravadora Sony Music, assim como o lançamento do single "La Apuesta", um dueto com Erik Rubín, no dia 22 de outubro de 2013.
Em muito pouco tempo depois do lançamento a Sony Music publicou em uma rede social que o CD+DVD teria conquistado Disco de Ouro por mais de 30 mil cópias vendidas na cidade do México.

## Repertório
1. "Atmósfera"
2. "Qué Será De Ti"
3. "Tómame O Déjame"
4. "Habítame Siempre"
5. Primera Fila Medley
  - "Como"
  - "Enséñame A Vivir"
6. "Hoy Ten Miedo De Mi"
7. "Con Los Años Que Me Quedan" (com Samo, Jesus Navarro, e Leonel Garcia)
8. "Manias"
9. "No Soy El Aire"
10. "Mujeres" (com Maria Jose em 27 de abril)
11. "Equivocada"
12. Telenovelas Medley
  - "Quinceañera"
  - "Rosalinda"
  - "Marimar"
  - "María la del Barrio"
13. "La Apuesta" (performed with Erick Rubin)
14. NY Medley
  - "No me enseñaste" (Remix)
  - "Tú y yo (Remix)"
  - "Entre el mar y una estrella" (Pablo Flores Club Mix)
  - "Piel Morena (Remix)"
15. "Amor a la mexicana"
16. Medley Hits
  - "Seducción"
  - "¿A quién le importa?"
  - "Arrasando"

## Desempenho nas tabelas musicais
| Chart (2013)            | Posição |
| ----------------------- | ------- |
| México (Top 100 Mexico) | 5       |

| Região                                                                                 | Certificação | Vendas/distribuição |
| -------------------------------------------------------------------------------------- | ------------ | ------------------- |
| México (AMPROFON)                                                                      | Ouro         | 30,000^             |
| *vendas baseadas apenas na certificação ^distribuições baseadas apenas na certificação |              |                     |

## Histórico de lançamento
| País           | Data                   | Formatos                        |
| -------------- | ---------------------- | ------------------------------- |
| México         | 12 de novembro de 2013 | Compact disc + DVD, DVD         |
| México         | 20 de novembro de 2013 | Bluray                          |
| Espanha        | 19 de novembro de 2013 | Digital download                |
| Estados Unidos | 1 de dezembro 2013     | Compact disc + DVD, DVD, Bluray |
| Mundial        | 1 de dezembro 2013     | Digital download                |